# Hoy somos más (album)
Hoy somos más è il terzo album tratto dalla telenovela argentina Violetta, pubblicato l'11 giugno 2013 in Argentina e il 25 giugno 2013 in Italia. Contiene un CD con tredici tracce. Il CD diventa il più venduto della serie.

## Tracce
1. Martina Stoessel – Hoy Somos Más – 2:55
2. Jorge Blanco – Entre Dos Mundos – 2:54
3. Diego Domínguez – Yo Soy Así – 3:35
4. Mercedes Lambre e Alba Rico – Peligrosamente Bellas – 3:21
5. Cast di Violetta – Euforia – 2:47
6. Martina Stoessel, Lodovica Comello e Candelaria Molfese – Código Amistad – 3:03
7. Martina Stoessel – Cómo Quieres – 2:32
8. Martina Stoessel, Lodovica Comello, Mercedes Lambre, Candelaria Molfese e Alba Rico – Alcancemos Las Estrellas – 3:24
9. Martina Stoessel e Jorge Blanco – Nuestro Camino – 3:32
10. Cast di Violetta – On Beat – 3:09
11. Cast di Violetta – Algo Se Enciende – 4:21
12. Ruggero Pasquarelli – Luz, Cámara, Acción – 2:29
13. Martina Stoessel e Mercedes Lambre – Si Es Por amor – 3:08
14. Martina Stoessel – Soy Mi Mejor Momento – 3:55*
15. Jorge Blanco, Diego Domínguez, Samuel Nascimento, Facundo Gambandè e Nicolás Garnier – Ven Con Nostros – 3:10*
16. Martina Stoessel e Rock Bones – A Los Cuatro Vientos – 3:03*
17. Bridget Mendler – Hurricane – 4:05*
18. Samuel Nascimento – Te Fazer Feliz – 2:44*
19. Cast di Violetta – Esto No Puede Terminar – 3:16*

Questi sono dei bonus tracks disponibili solo in alcune versioni.*